# Gudhjem

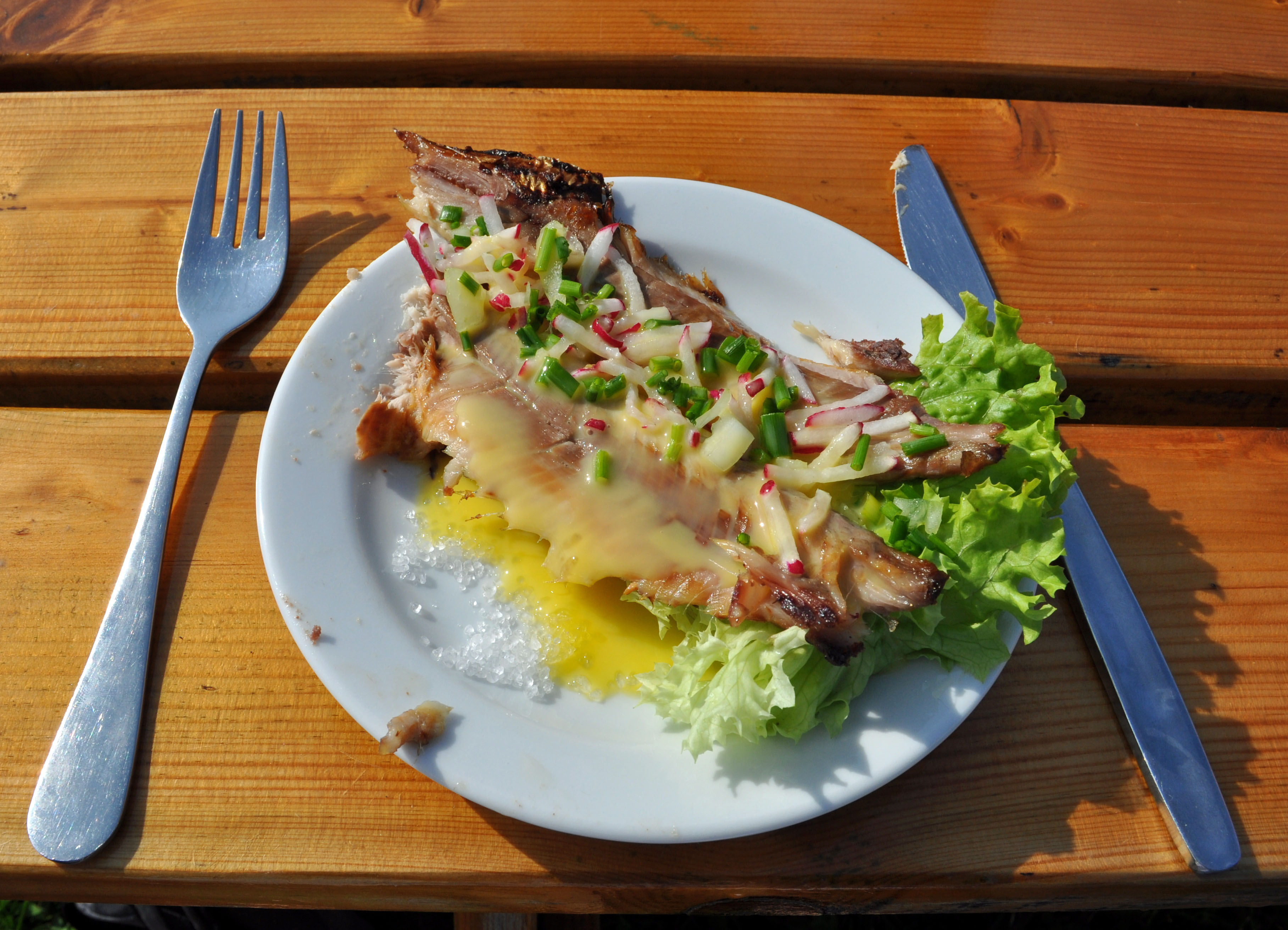
Sol over Gudhjem (dt. Sonne über Gudhjem) ist der Name eines Smørrebrøds, das mit Bückling, rohem Eigelb, Schnittlauch und Radieschen zubereitet wird.

Gudhjem anhörenⓘ ist eine Kleinstadt an der Nordküste der dänischen Ostseeinsel Bornholm. Am 1. Januar 2025 lebten dort 730 Menschen. Der Ortsname bedeutet wörtlich „Götterheim“.
Gudhjem liegt nur anderthalb Winkelminuten westlich des 15. Längengrads, auf dem die Mitteleuropäische Zeit (MEZ) der mittleren Sonnenzeit entspricht. In Dänemark wird die MEZ deshalb auch „Gudhjem-Zeit“ genannt.

## Geschichte
Gudhjem ist ein alter Fischerort. Bis zu einer großen Pestepidemie in der Mitte des 17. Jahrhunderts war die wohl älteste Hafenstadt der Insel zugleich einer der größten Orte. Hier fand im Mittelalter für Kaufleute der Hansestädte ein großer Heringsmarkt statt. Heute ist Gudhjem aufgrund seiner idyllischen Lage ein beliebtes Touristenziel. Gudhjem gehörte bis zum 31. Dezember 2002 zur Kommune Allinge-Gudhjem.

## Sehenswürdigkeiten
Touristisch bedeutend sind der Hafen und die dortige Fischräucherei. Vom Kai fahren in der Sommersaison Ausflugsschiffe nach Christiansø. Die Insel markiert den östlichsten Punkt Dänemarks.
Der dänische Maler Oluf Høst, geboren 1884 in Svaneke, kehrte 1929 nach Bornholm zurück und bezog ein Haus in Gudhjems Løkkegade, das er 1935 auch erwerben konnte. Es entwickelte sich zu einem Treffpunkt für Maler und Intellektuelle. Bis zu seinem Tod 1966 lebte und arbeitete er in Gudhjem und Umgebung, so dass sich in seinen Stadt-/Bauernhofansichten und Landschaftsbildern auch viele winterliche Motive finden, im Unterschied zu den meisten anderen Malern, die vor allem im Sommer auf die Insel kamen. 1998 wurde Høsts Haus und Stadtgarten am Bokul in ein Museum umgewandelt, das sein Werk bewahrt und ihm verpflichtet ist.
Auf private Initiative geht das kleine, im ehemaligen Bahnhof untergebrachte Heimatmuseum zurück. Es bietet wechselnde kunst- und naturgeschichtliche Ausstellungen.
Am Teich Gråmyr und am Hang der Salne Bugt nordwestlich des Ortes stehen Bautasteine, die so genannten Hestestene (dt. Pferdesteine).

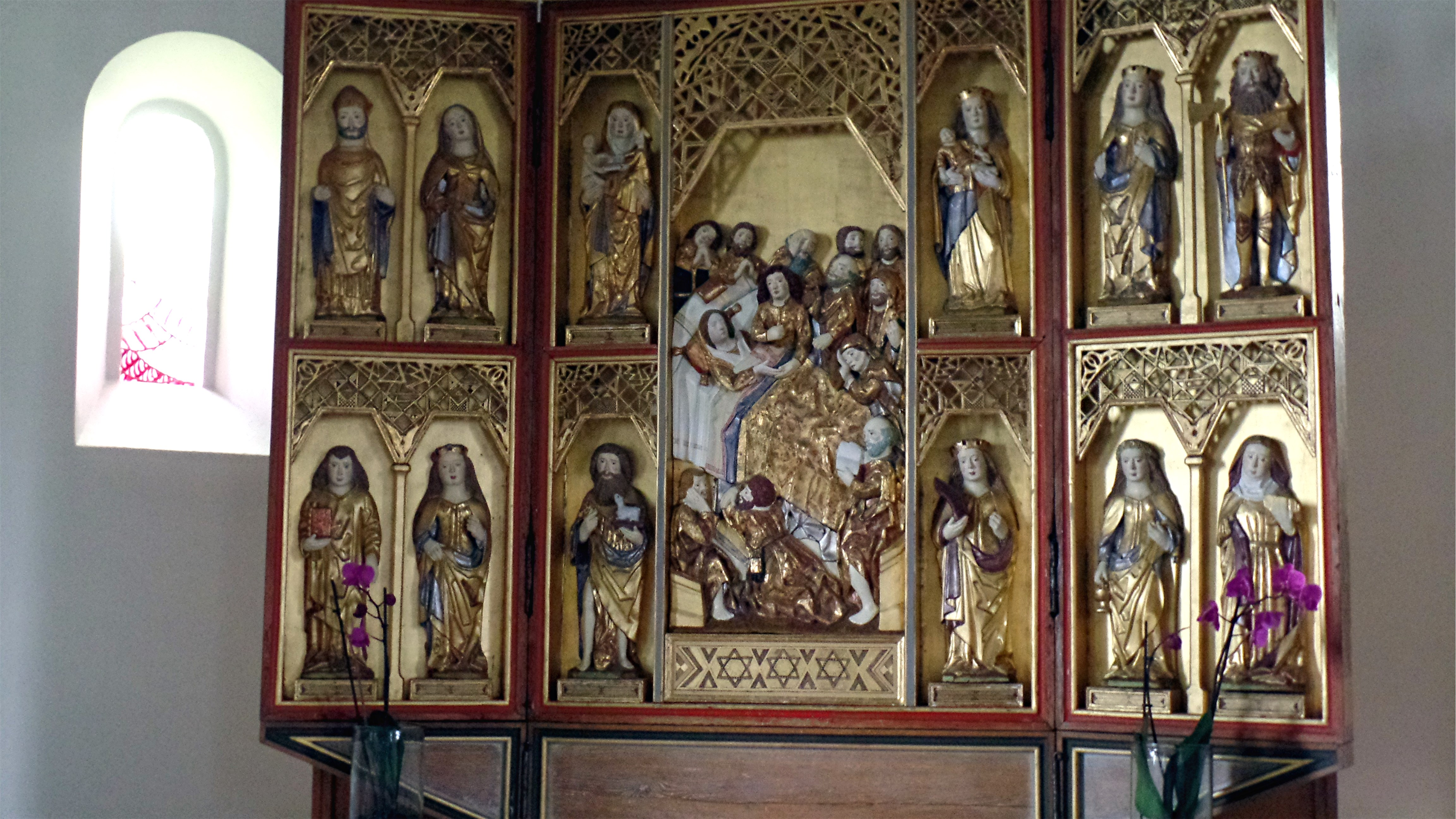
Marientafel des Altars der Kirche in Gudhjem

Bei Rø (5 km westlich) fallen die Granitfelsen Helligdomsklipperne 22 Meter tief ins Meer ab. Ganz in der Nähe steht Bornholms Kunstmuseum.
In Richtung Tejn liegen im Troldskoven frühzeitliche Steinsetzungen und Bautasteine.
Die Østerlars Kirke in Østerlars (5 km südlich) stammt aus dem 11. Jahrhundert. Es ist eine von vier für Bornholm typischen Rundkirchen. Sie wurden im Mittelalter als Wehrkirchen errichtet. Die Schießscharten im oberen Stockwerk der Kirche zeugen davon. Das charakteristische Kegeldach wurde später aufgesetzt.
Die auf einer Anhöhe gelegene Kirche von Gudhjem wurde 1893 aus Granit im Stil der Neoromanik in der Nähe der Sankt-Anna-Kapelle von ca. 1200 (jetzt Ruine) errichtet. Das Altarbild von ca. 1475 zeigt Bornholms einzige Mariatafel mit deren Sterbebett.
Die 1893 erbaute Gudhjem Mølle, die 1885 erbaute Røbro Mølle, die 1857 erbaute Stenby Mølle  und die 1800 erbaute Melsted Mølle gehören zu den historischen Windmühlen auf Bornholm.
Durch Gudhjem führt die nationale dänische Radroute Bornholm Rundt (N 10).

## Galerie

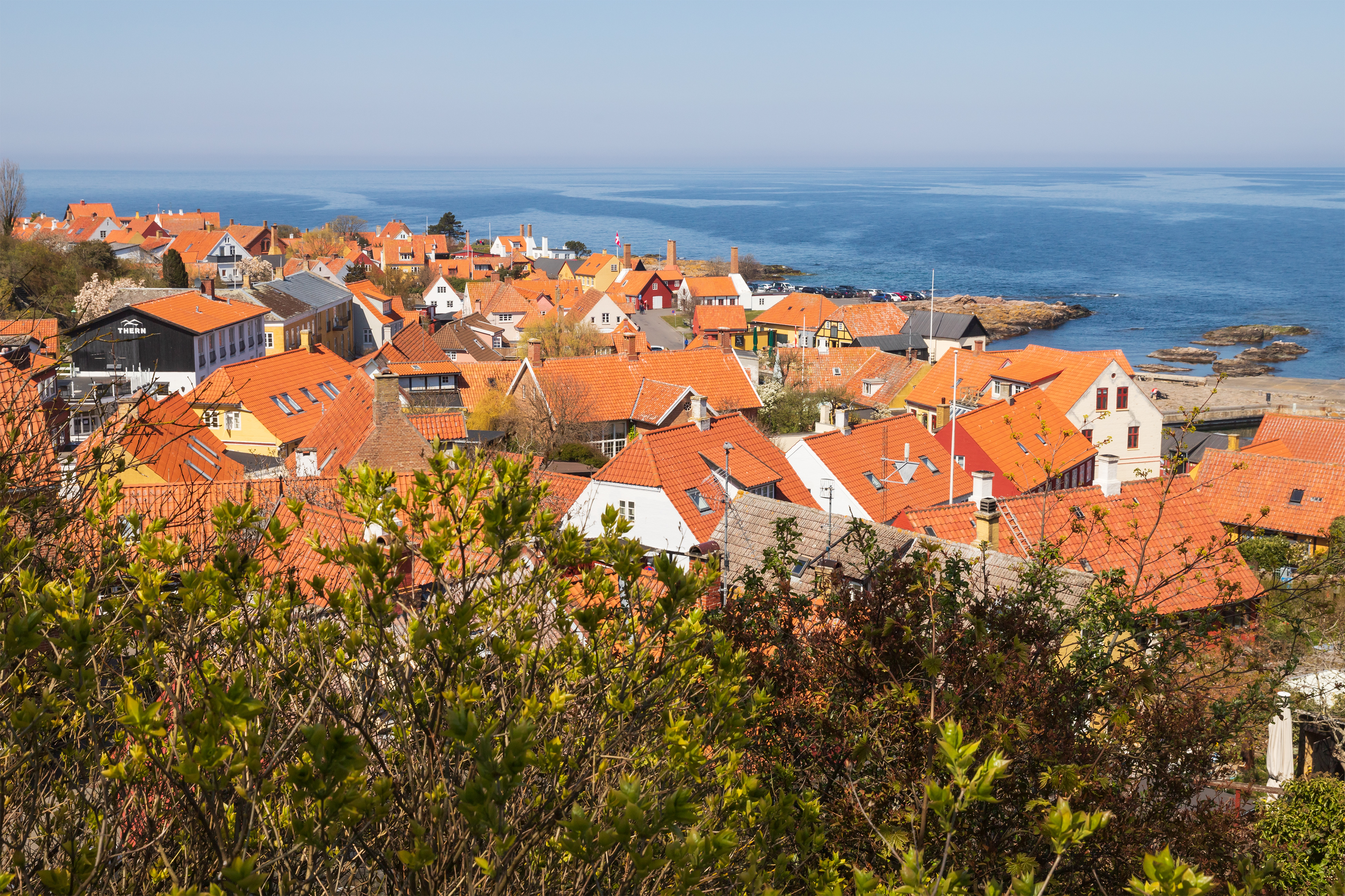
Blick über Gudhjem
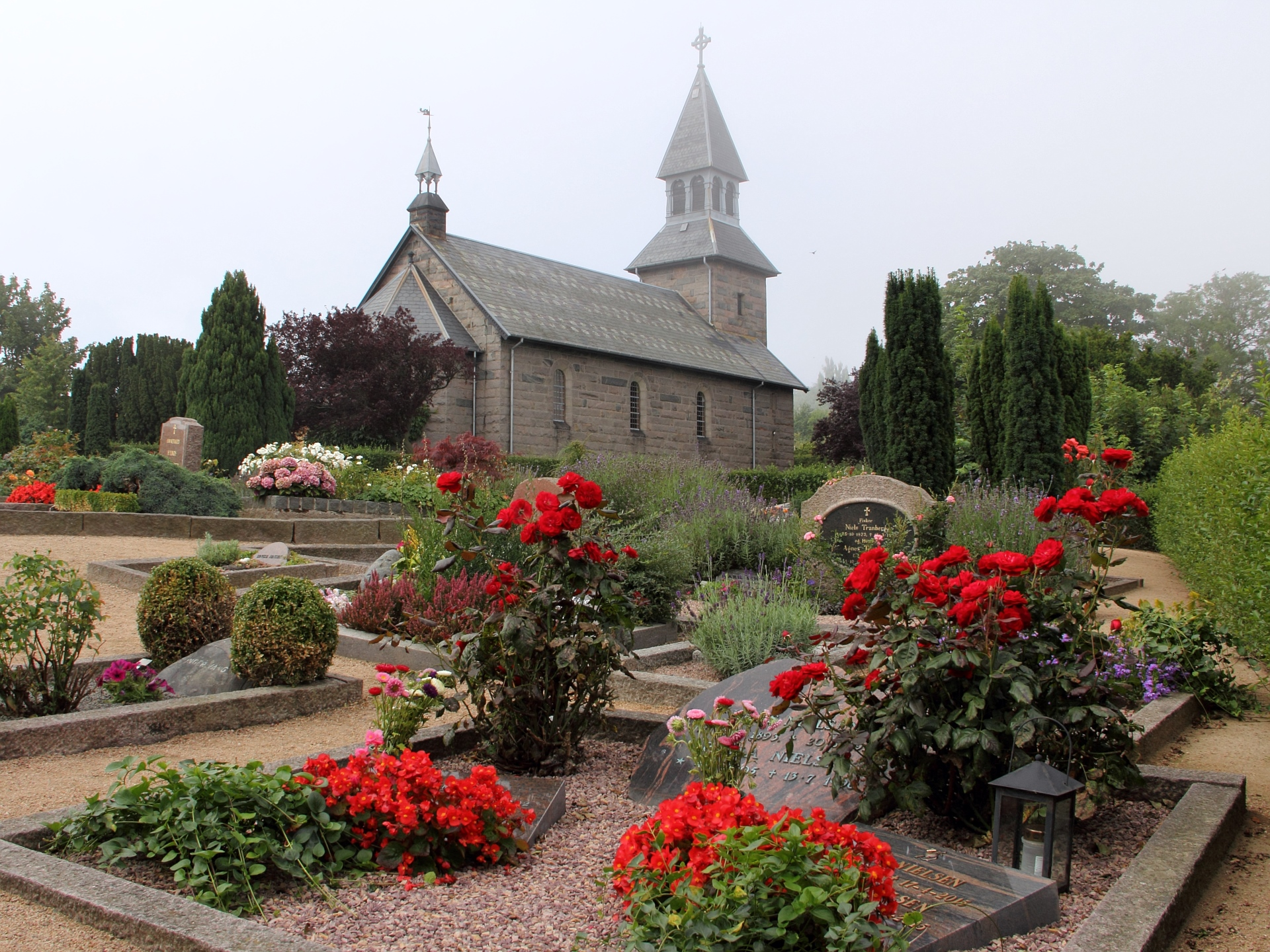
Kirche und Friedhof in Gudhjem
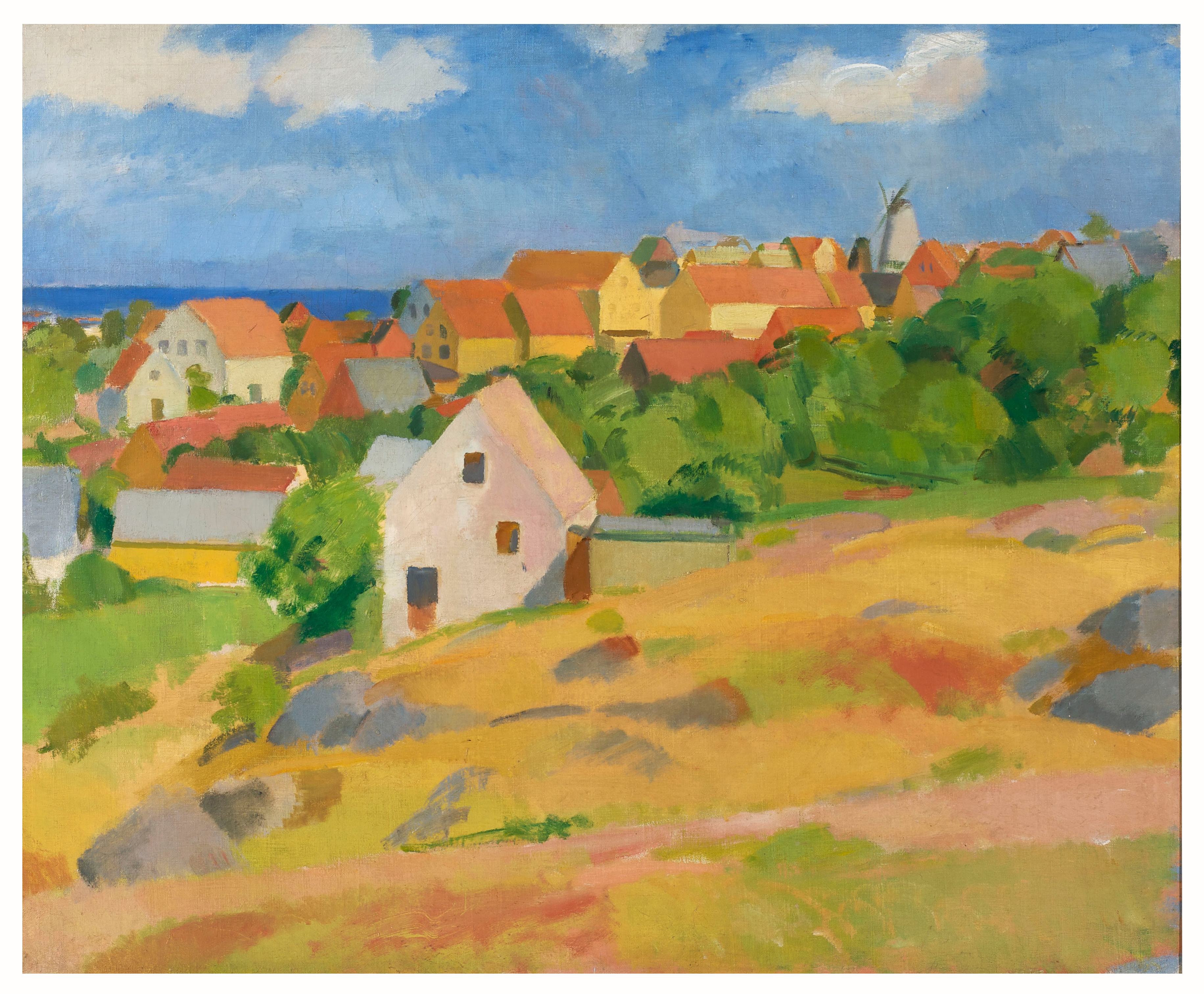
Karl Isakson: Blick über Gudhjem, 1921. Bornholms Kunstmuseum.
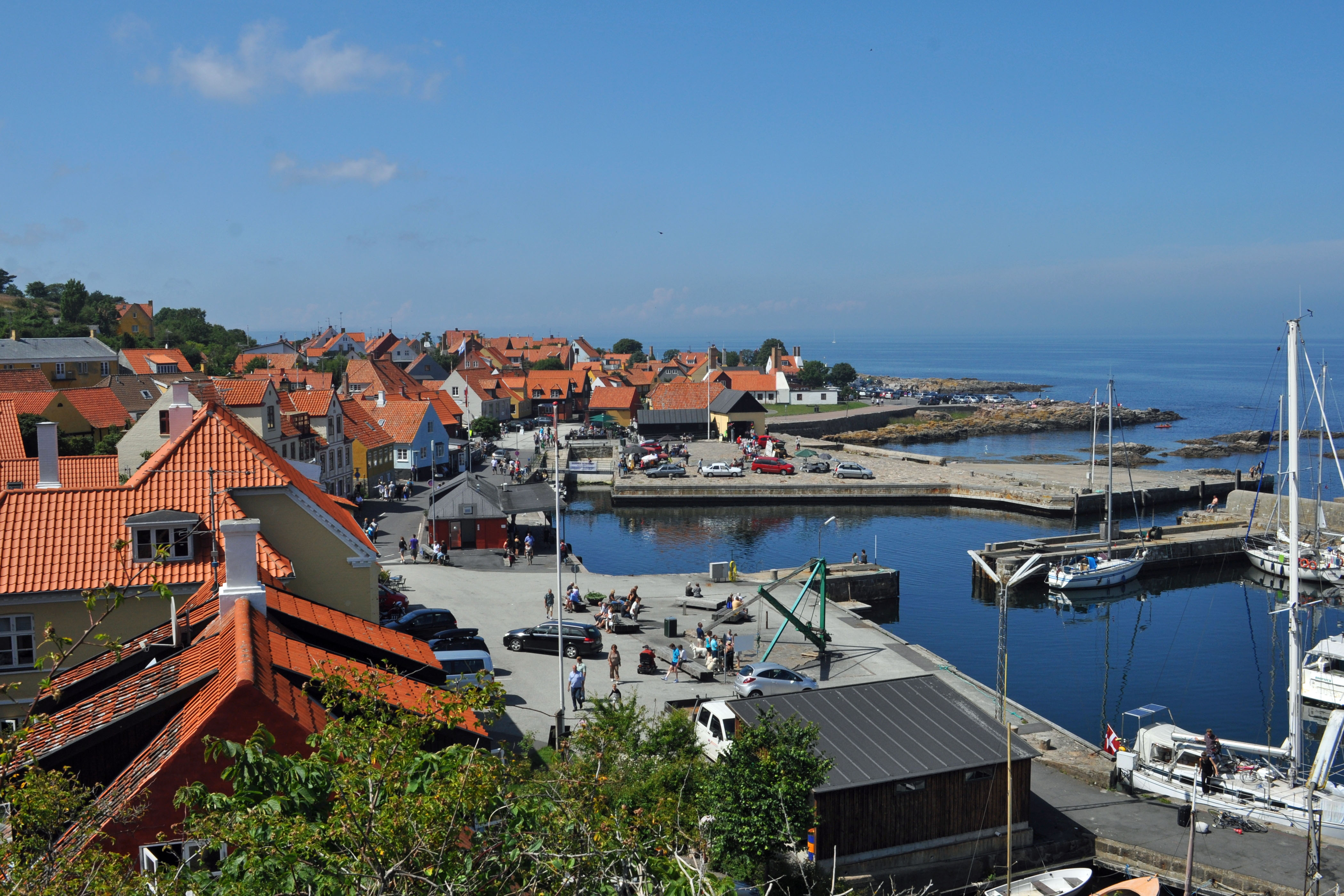
Am Hafen
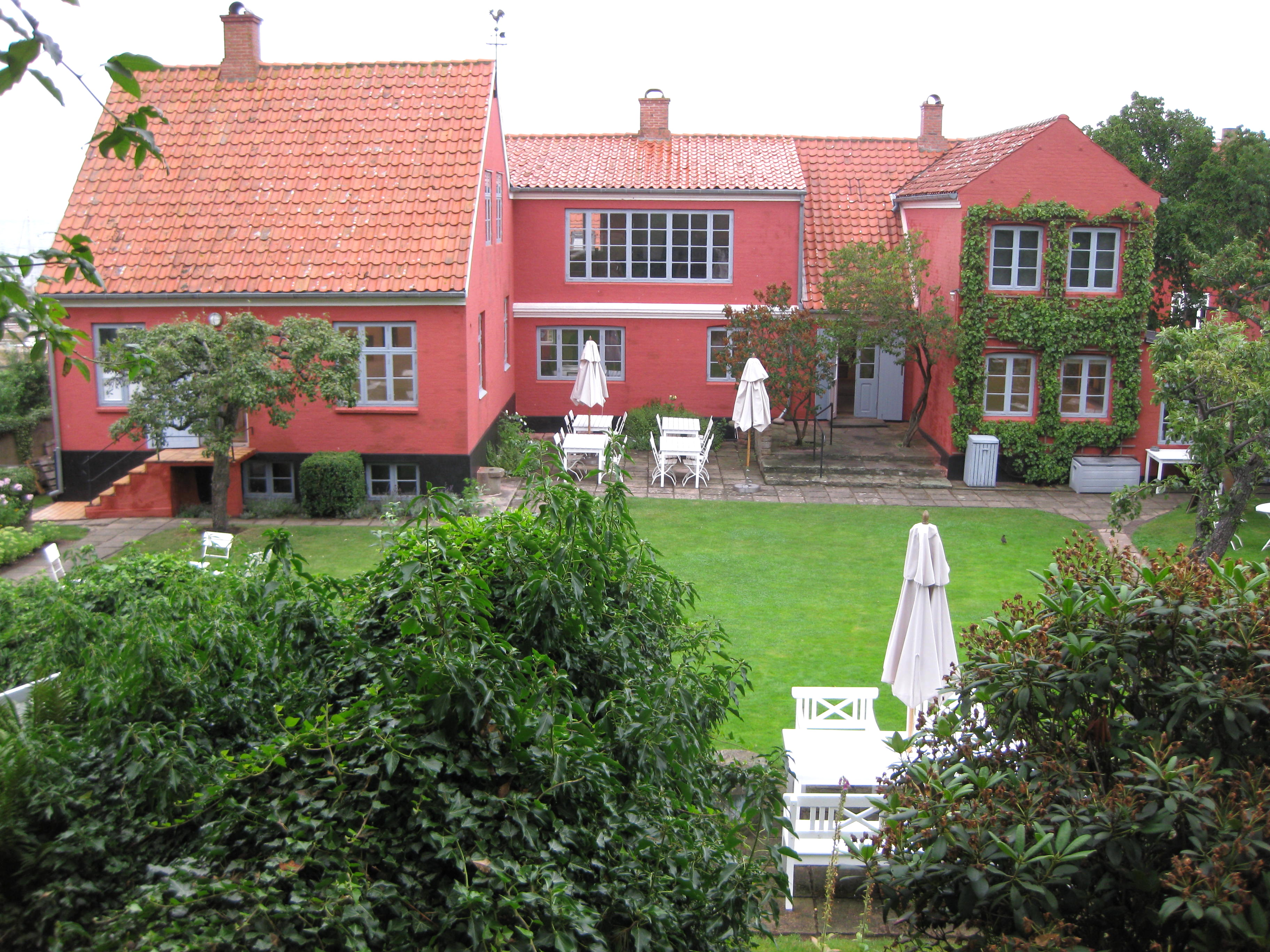
Oluf-Høst-Museum
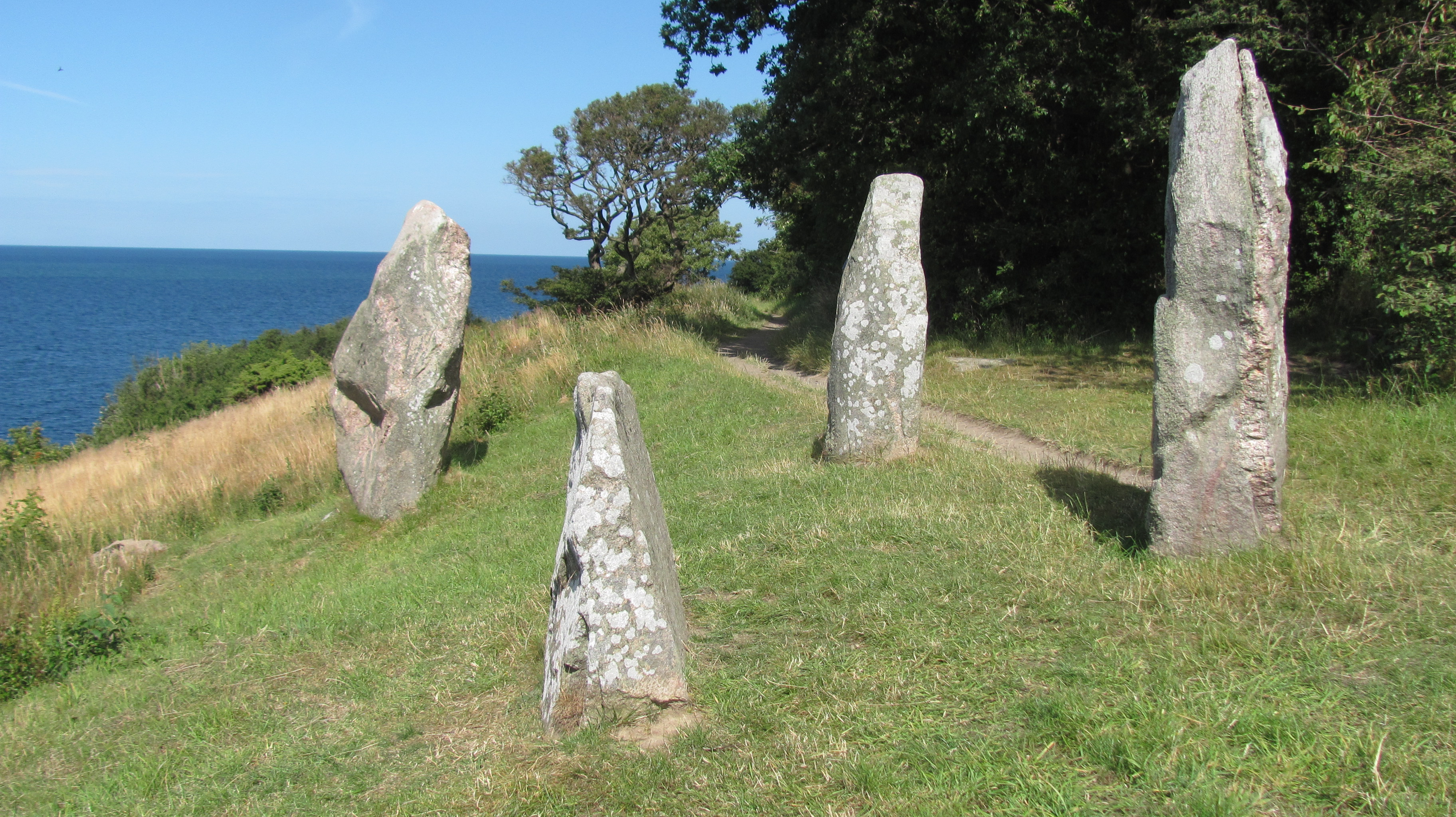
Hestestene
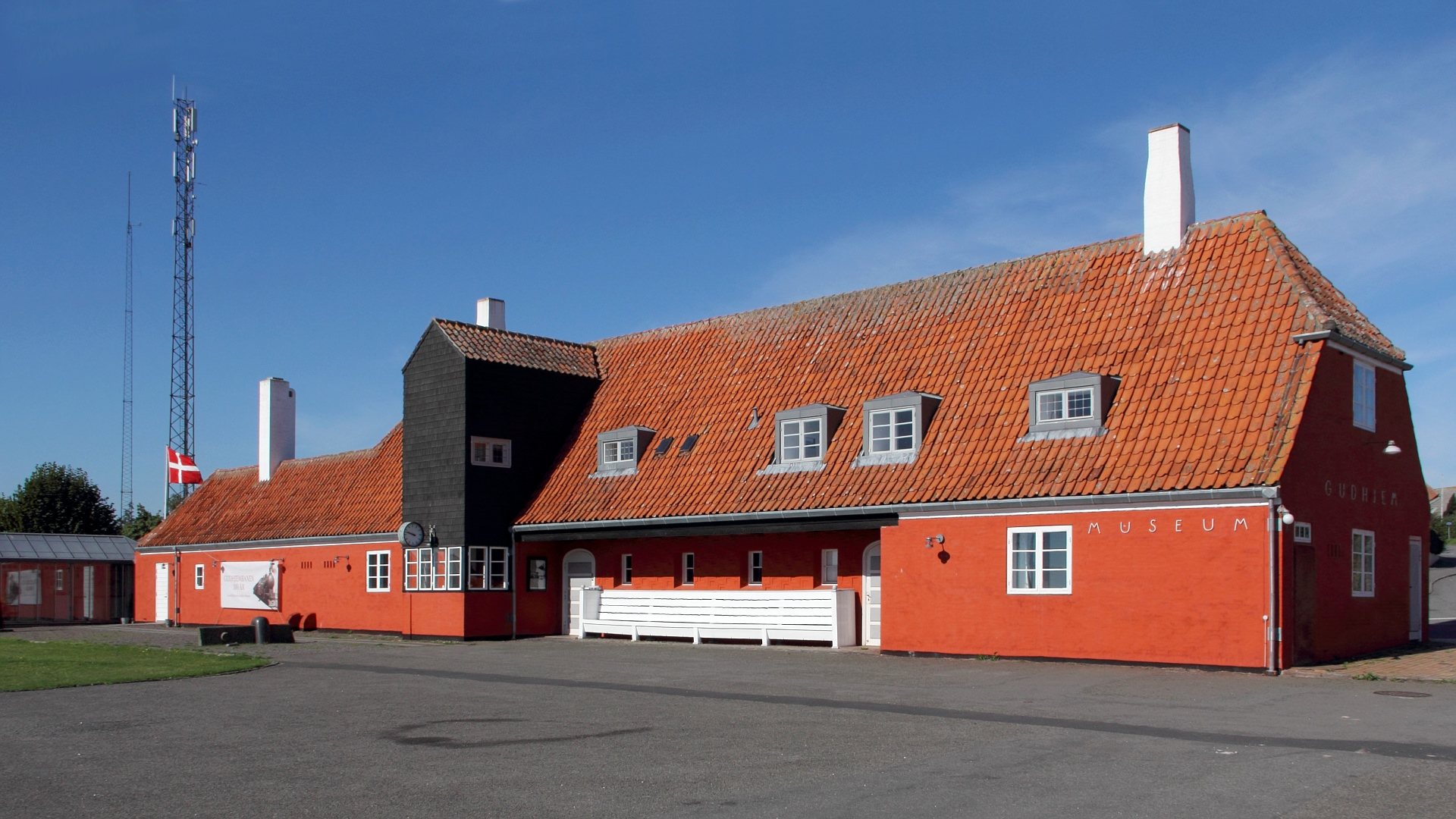
Der ehemalige Bahnhof ist heute Museum.
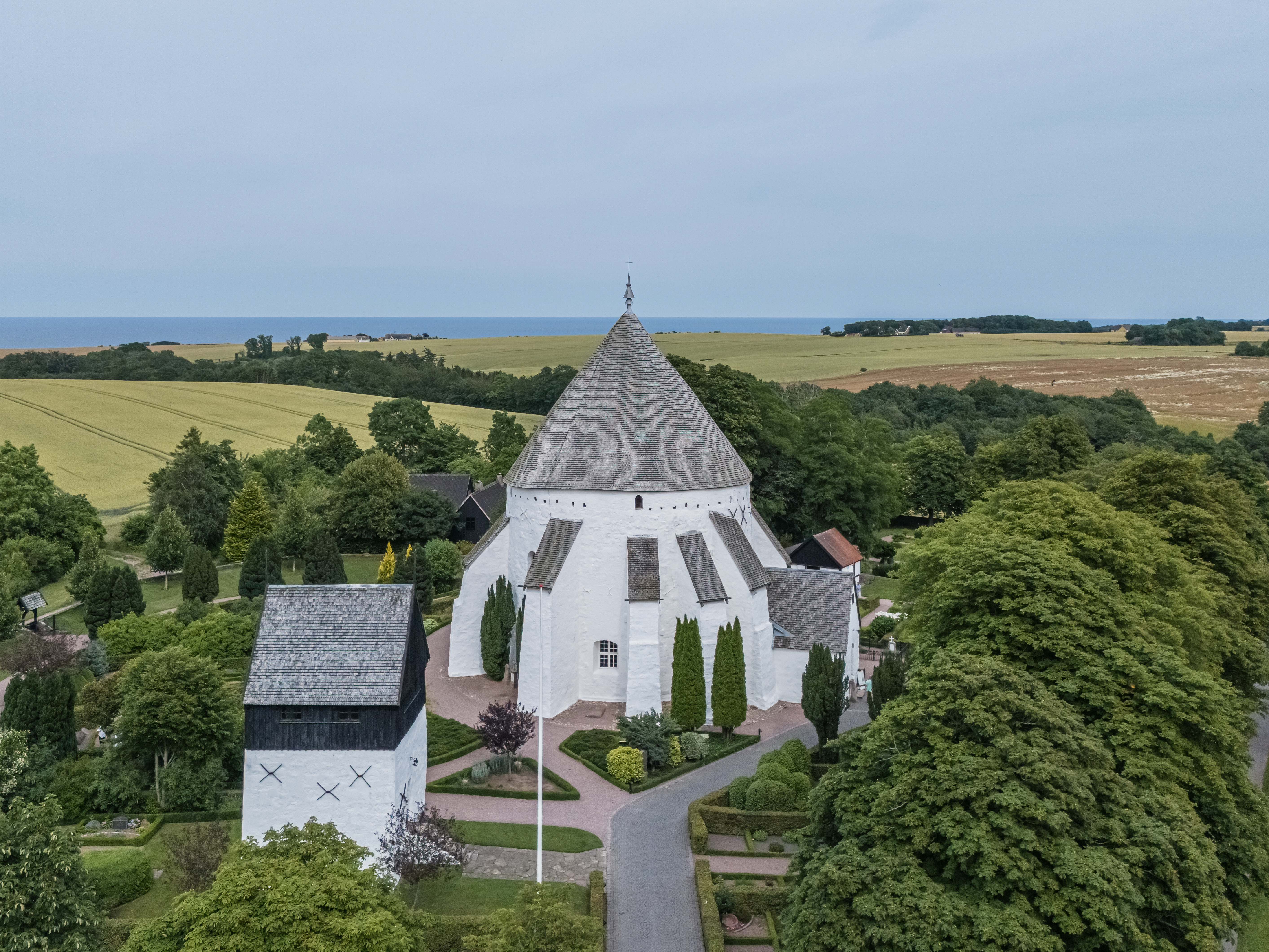
Österlars Kirke
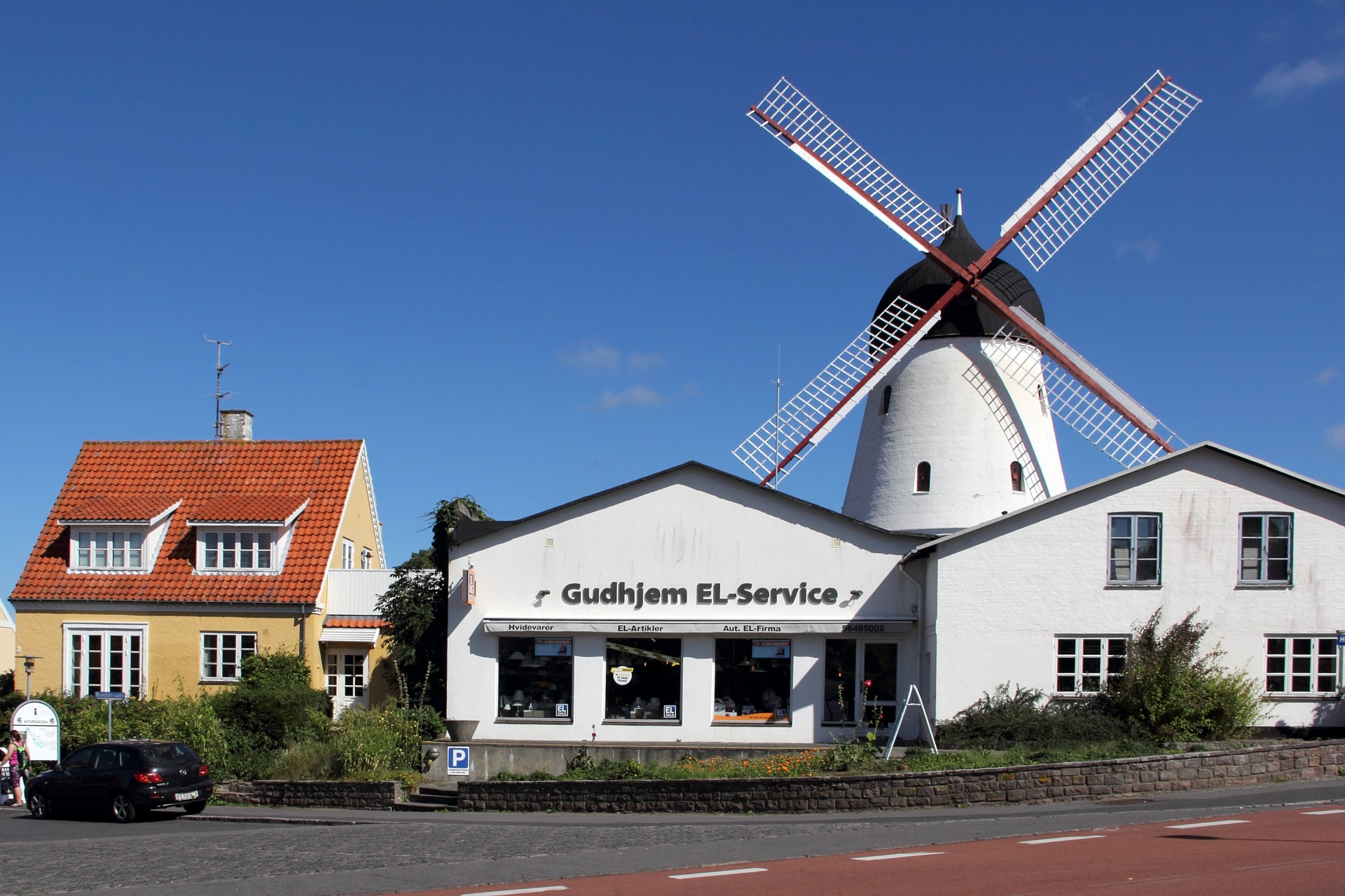
Windmühle in Gudhjem
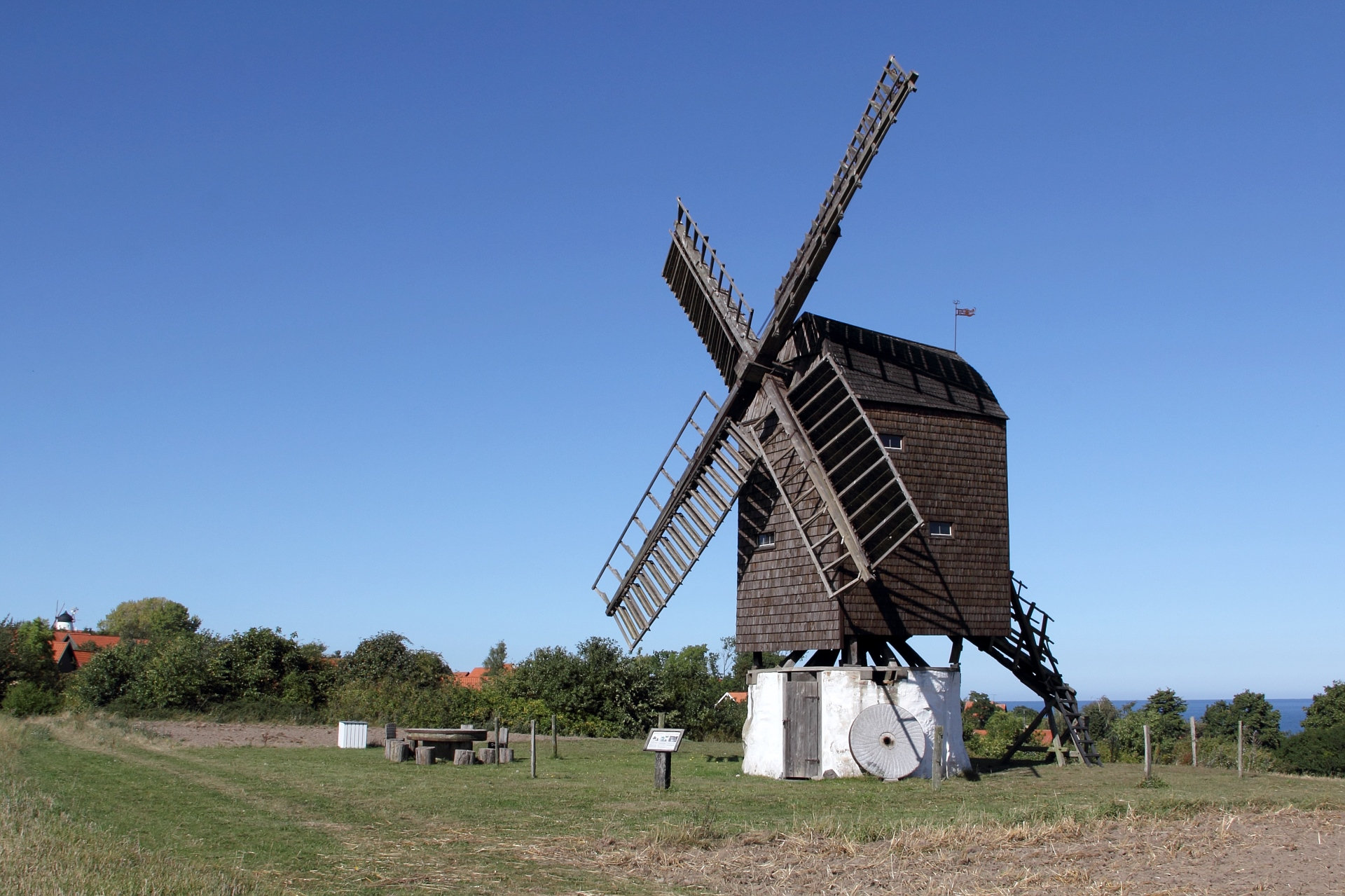
Die Windmühle in Melsted